# Awichajil
Awichajil (hebr.: אביחיל) – moszaw położony w samorządzie regionu Emek Chefer, w Dystrykcie Centralnym, w Izraelu.
Leży na równinie Szaron w odległości 0,5 km na północ od miasta Netanja, w otoczeniu moszawów Bet Jicchak-Sza’ar Chefer, Kefar Jedidja, Hadar Am, Kefar Chajjim, Giwat Szappira i Chawaccelet ha-Szaron, oraz wiosek Bat Chen, Szoszannat ha-Amakim i Cuki Jam.

## Historia
W 1921 weterani wojenni Legionu Żydowskiego osiedlili się w pobliżu dzisiejszego miasta Arad w północno-wschodniej części pustyni Negew. Jednakże osada upadła, ponieważ nie znaleziono żadnego źródła wody.
Wetereni jednak nie zrezygnowali i 19 lipca 1932 wraz ze swymi rodzinami utworzyli moszaw Awichajil w Dolinie Hefer. Osada powstała na piaszczystych wydmach zakupionych przez Żydowski Fundusz Narodowy od arabskich rolników. Założycielami byli żydowscy imigranci z Kanady, Stanów Zjednoczonych i Rosji.
W 1946 do moszawu Awichajil przyłączono sąsiedni mniejszy moszaw En ha-Owed.

## Kultura
W moszawie znajduje się klub dla weteranów wojennych oraz muzeum Beit Hagdudim Museum poświęcone Legionowi Żydowskiemu. Przy muzeum znajduje się biblioteka, a w pobliżu jest basen kąpielowy.

## Gospodarka
Gospodarka moszawu opiera się na intensywnym rolnictwie połączonym z wprawą cytrusów.

## Komunikacja
Przy moszawie przebiega autostrada nr 2  (Tel Awiw–Hajfa), brak jednak bezpośredniego wjazdu na nią. Lokalne drogi prowadzą do sąsiedniego miasta Netanji. Istnieje także droga, którą można przejechać pod autostradą nr 2 i dojechać do położonych na wschodzie moszawów Kefar Jedidja, Kefar Chajjim i Bet Jicchak-Sza’ar Chefer.